# Distrito electoral federal 13 del estado de México
El XIII Distrito Electoral Federal del Estado de México es uno de los 300 Distritos Electorales en los que se encuentra dividido el territorio de México para la elección de diputados federales y uno de los 40 en los que se divide el Estado de México. Su cabecera es Ecatepec de Morelos.
El Distrito XIII se localiza en la zona nororiente del Valle de México su territorio está integrado por la región oriental del municipio de Ecatepec de Morelos. Desde la distritación de 2022 lo integran colonias al oriente de la Vía Morelos (Autopista México-Pachuca) y la Calle Marte; al occidente del Circuito Exterior Mexiquense; y al norte de las Avenidas Vicente Lombardo Toledado, Santa Teresa y Lázaro Cárdenas. Lo conforman 261 secciones electorales en el distrito. 

## Distritaciones anteriores

### Distritación 1996 - 2005
Entre 1996 a 2005 el Distrito XIII se localizaba en la región suroccidental del municipio de Ecatepec, lo integraban localidades de la zona Xalostoc como San Pedro Xalostoc y Villa de Guadalupe Xalostoc. Su cabecera distrital era Ecatepec de Morelos.

### Distritación 2005 - 2017
De 2005 a 2017 el Distrito XIII se localizaba al sur del municipio de Ecatepec, lo integraban colonias al oriente de la Vía Morelos, al occidente de la Avenida Carlos Hank González y al sur de la Avenida Circunvalación Sur. Su cabecera distrital era Ecatepec de Morelos.

### Distritación 2017 - 2022
Tras la distritación electoral nacional de 2014-2017 llevada a cabo por el Instituto Nacional Electoral el territorio del distrito electoral fue integrado por las colonias en el centro-oriente del municipio de Ecatepec. Lo integraron colonias al oriente de la Autopista Urbana Siervo de la Nación, al occidente del Circuito Exterior Mexiquense y al norte de la Avenida Maravillas. Su cabecera distrital era Ecatepec de Morelos.

## Diputados por el distrito
| Legislatura                                                | Periodo                                           | Diputado                         | Grupo parlamentario                  |
| ---------------------------------------------------------- | ------------------------------------------------- | -------------------------------- | ------------------------------------ |
| I                                                          | 7 de diciembre de 1857-17 de mayo de 1861         |                                  |                                      |
| II                                                         | mayo de 1861-mayo de 1863                         |                                  |                                      |
| III                                                        | 20 de octubre de 1863-1865                        |                                  |                                      |
| IV                                                         | 5 de noviembre de 1867-14 de septiembre de 1868   |                                  |                                      |
| V                                                          | 15 de septiembre de 1869-15 de septiembre de 1871 |                                  |                                      |
| VI                                                         | 15 de septiembre de 1871-15 de septiembre de 1873 |                                  |                                      |
| VII                                                        | 15 de septiembre de 1873-15 de septiembre de 1875 |                                  |                                      |
| VIII                                                       | 15 de septiembre de 1875-22 de mayo de 1878       |                                  |                                      |
| IX                                                         | 2 de septiembre de 1878-15 de septiembre de 1880  |                                  |                                      |
| X                                                          | 16 de septiembre de 1880-15 de septiembre de 1882 |                                  |                                      |
| XI                                                         | 16 de septiembre de 1882-15 de septiembre de 1884 |                                  |                                      |
| XII                                                        | 16 de septiembre de 1884-15 de septiembre de 1886 |                                  |                                      |
| XIII                                                       | 16 de septiembre de 1886-15 de septiembre de 1888 |                                  |                                      |
| XIV                                                        | 16 de septiembre de 1888-15 de septiembre de 1890 |                                  |                                      |
| XV                                                         | 16 de septiembre de 1890-15 de septiembre de 1892 |                                  |                                      |
| XVI                                                        | 16 de septiembre de 1892-15 de septiembre de 1894 |                                  |                                      |
| XVII                                                       | 16 de septiembre de 1894-15 de septiembre de 1896 |                                  |                                      |
| XVIII                                                      | 16 de septiembre de 1896-15 de septiembre de 1898 |                                  |                                      |
| XIX                                                        | 16 de septiembre de 1898-15 de septiembre de 1900 |                                  |                                      |
| XX                                                         | 16 de septiembre de 1900-15 de septiembre de 1902 |                                  |                                      |
| XXI                                                        | 16 de septiembre de 1902-15 de septiembre de 1904 |                                  |                                      |
| XXII                                                       | 16 de septiembre de 1904-15 de septiembre de 1906 |                                  |                                      |
| XXIII                                                      | 16 de septiembre de 1906-15 de septiembre de 1908 |                                  |                                      |
| XXIV                                                       | 16 de septiembre de 1908-15 de septiembre de 1910 |                                  |                                      |
| XXV                                                        | 16 de septiembre de 1910-15 de septiembre de 1912 |                                  |                                      |
| XXVI                                                       | 16 de septiembre de 1912-10 de octubre de 1913    | Javier Torres Rivas              |                                      |
| XXVI (bis)                                                 | 16 de noviembre de 1913-5 de agosto de 1914       |                                  |                                      |
| Constituyente                                              | 1 de diciembre de 1916-5 de febrero de 1917       | José E. Franco                   |                                      |
| XXVII                                                      | 15 de abril de 1917-31 de agosto de 1918          | Álvaro Pruneda Jr.               |                                      |
| XXVIII                                                     | 1 de septiembre de 1918-31 de agosto de 1920      |                                  |                                      |
| XXIX                                                       | 1 de septiembre de 1920-31 de agosto de 1922      |                                  |                                      |
| XXX                                                        | 1 de septiembre de 1922-31 de agosto de 1924      | Arturo J. Valenzuela             |                                      |
| El distrito 13 es suprimido en _. Es restablecido en 1972. |                                                   |                                  |                                      |
| XLIX                                                       | 1 de septiembre de 1973-31 de agosto de 1976      | Mario Ruiz de Chávez García      | Partido Revolucionario Institucional |
| L                                                          | 1 de septiembre de 1976-31 de agosto de 1979      | Pedro Ávila Hernández            | Partido Revolucionario Institucional |
| LI                                                         | 1 de septiembre de 1979-31 de agosto de 1982      | Fernando Leyva Medina            | Partido Revolucionario Institucional |
| LII                                                        | 1 de septiembre de 1982-31 de agosto de 1985      | Miguel Ángel Sáenz Garza         | Partido Revolucionario Institucional |
| LIII                                                       | 1 de septiembre de 1985-31 de agosto de 1988      | Luis Manuel Orcí Gándara         | Partido Revolucionario Institucional |
| LIV                                                        | 1 de septiembre de 1988-31 de octubre de 1991     | Antonio Silva Beltrán            | Partido Revolucionario Institucional |
| LV                                                         | 1 de noviembre de 1991-31 de octubre de 1994      | Antonio Huitrón Vera             | Partido Revolucionario Institucional |
| LVI                                                        | 1 de noviembre de 1994-31 de agosto de 1997       | Ramiro Calvillo Ramos            | Partido Revolucionario Institucional |
| LVII                                                       | 1 de septiembre de 1997-31 de agosto de 2000      | Claudia Fragoso López            | Partido de la Revolución Democrática |
| LVIII                                                      | 1 de septiembre de 2000-8 de enero de 2003        | María Cristina Moctezuma Lule    | Partido Verde Ecologista de México   |
| LVIII                                                      | 8 de enero de 2003-15 de marzo de 2003            | Vacante                          | Partido Verde Ecologista de México   |
| LVIII                                                      | 15 de marzo de 2003-31 de agosto de 2003          | María Cristina Moctezuma Lule    | Partido Verde Ecologista de México   |
| LIX                                                        | 1 de septiembre de 2003-1 de enero de 2006        | María Isabel Maya Pineda         | Partido Revolucionario Institucional |
| LIX                                                        | 1 de enero de 2006-7 de febrero de 2006           | Vacante                          | Partido Revolucionario Institucional |
| LIX                                                        | 7 de febrero de 2006-31 de agosto de 2006         | María Isabel Maya Pineda         | Partido Revolucionario Institucional |
| LX                                                         | 1 de septiembre de 2006-15 de abril de 2009       | Maribel Luisa Alva Olvera        | Partido de la Revolución Democrática |
| LX                                                         | 15 de abril de 2009-14 de julio de 2009           | Vacante                          | Partido de la Revolución Democrática |
| LX                                                         | 14 de julio de 2009-31 de agosto de 2009          | Maribel Luisa Alva Olvera        | Partido de la Revolución Democrática |
| LXI                                                        | 1 de septiembre de 2009-2 de abril de 2012        | José Alfredo Torres Huitrón      | Partido Revolucionario Institucional |
| LXI                                                        | 2 de abril de 2012-17 de abril de 2012            | Vacante                          | Partido Revolucionario Institucional |
| LXI                                                        | 17 de abril de 2012-30 de abril de 2012           | José Alfredo Torres Huitrón      | Partido Revolucionario Institucional |
| LXI                                                        | 30 de abril de 2012-2 de julio de 2012            | Vacante                          | Partido Revolucionario Institucional |
| LXI                                                        | 2 de julio de 2012-6 de julio de 2012             | José Alfredo Torres Huitrón      | Partido Revolucionario Institucional |
| LXI                                                        | 6 de julio de 2012-16 de julio de 2012            | Vacante                          | Partido Revolucionario Institucional |
| LXI                                                        | 16 de julio de 2012-31 de agosto de 2012          | José Alfredo Torres Huitrón      | Partido Revolucionario Institucional |
| LXII                                                       | 1 de septiembre de 2012-2 de marzo de 2015        | Isidro Moreno Árcega             | Partido Revolucionario Institucional |
| LXII                                                       | 3 de marzo de 2015-31 de agosto de 2015           | Giuliana Guadalupe Quiroz Avila  | Partido Revolucionario Institucional |
| LXIII                                                      | 1 de septiembre de 2015-1 de marzo de 2018        | José Alfredo Torres Huitrón      | Partido Revolucionario Institucional |
| LXIII                                                      | 1 de marzo de 2018-6 de julio de 2018             | Leopoldo Juárez Colorado         | Partido Revolucionario Institucional |
| LXIII                                                      | 6 de julio de 2018-31 de agosto de 2018           | José Alfredo Torres Huitrón      | Partido Revolucionario Institucional |
| LXIV                                                       | 1 de septiembre de 2018-31 de agosto de 2021      | Elizabeth Díaz García            | Movimiento Regeneración Nacional     |
| LXV                                                        | 1 de septiembre de 2021-31 de agosto de 2024      | Olimpia Tamara Girón Hernández   | Movimiento Regeneración Nacional     |
| LXVI                                                       | 1 de septiembre de 2024-1 de febrero de 2025      | Alma Monserrat Córdoba Navarrete | Movimiento Regeneración Nacional     |
| LXVI                                                       | 1 de febrero de 2025-                             | Alma Delia Navarrete Rivera      | Movimiento Regeneración Nacional     |

## Resultados Electorales

### Elecciones de 2024
|  | 43.08 % |

|  | 28.23 % |

|  | 9.78 % |

|  | 6.83 % |

|  | 5.79 % |

|  | 0.11 % |

|  | 6.18 % |

|  | 100.0 % |

|  | 65.37 % |

### Elecciones de 2021
|  | 44.54 % |

|  | 27.08 % |

|  | 9.74 % |

|  | 4.09 % |

|  | 2.97 % |

|  | 2.81 % |

|  | 1.76 % |

|  | 1.40 % |

|  | 1.34 % |

|  | 0.70 % |

|  | 0.13 % |

|  | 3.44 % |

|  | 100.00 % |

|  | 50.27 % |

### Elecciones de 2018
|  | 55.03 % |

|  | 24.50 % |

|  | 17.64 % |

|  | 0.07 % |

|  | 2.76 % |

|  | 100.00 % |

|  | 67.21 % |